# Mina Wylie

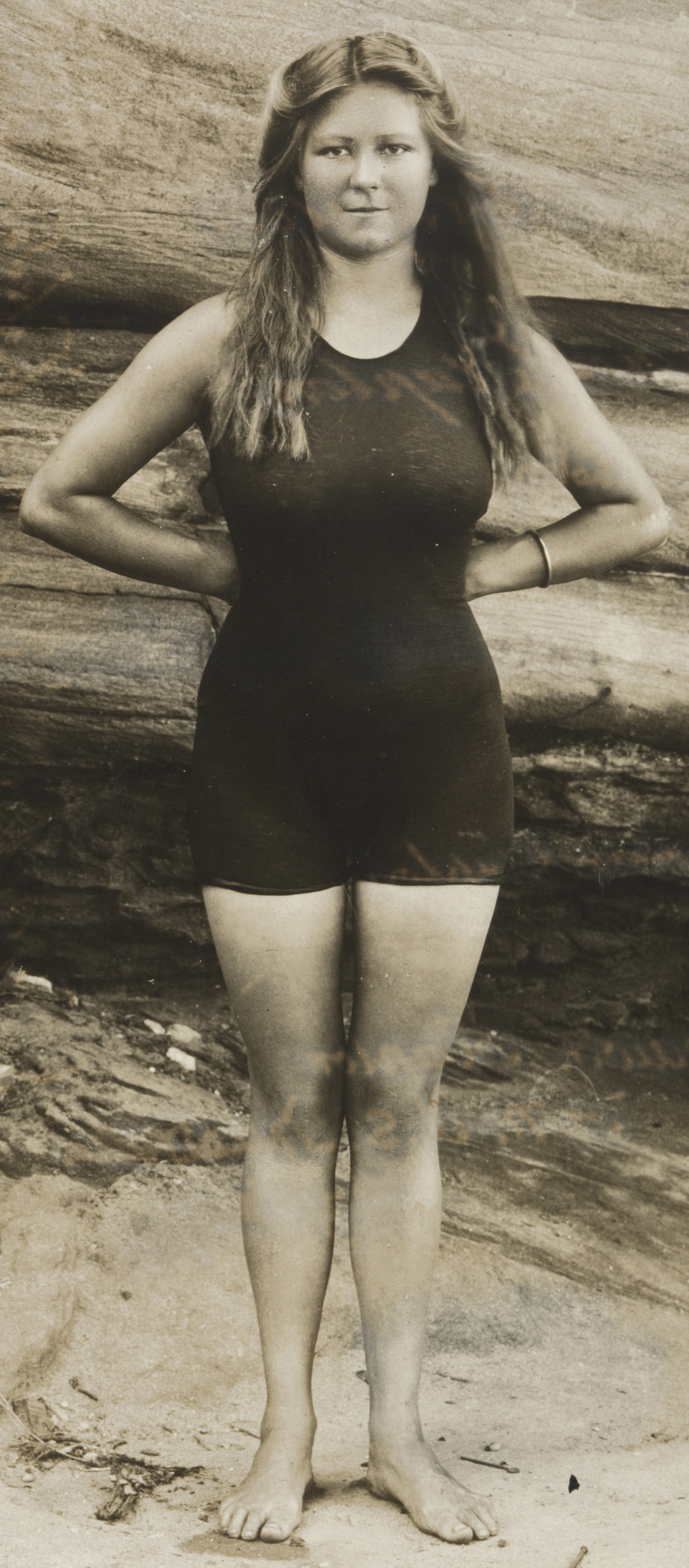
Mina Wylie im Schwimmbadeanzug der damaligen Zeit (um 1913)

Wilhelmina „Mina“ Wylie (* 27. Juni 1891 in North Sydney, New South Wales; † 6. Juli 1984 in Randwick) war eine australische Schwimmsportlerin. Sie gewann während der Olympischen Sommerspiele 1912 eine Silbermedaille im Freistilschwimmen über 100 Meter. Sie und die mit ihr befreundete Fanny Durack gewannen damals die ersten Olympiamedaillen für Australien im Schwimmsport der Frauen.

## Leben
Mina Wylie war das zweite von drei Kindern des irischstämmigen Henry Alexander Wylie, eines Hausmalers, und seiner Frau Florence Ann, geborene Beers. Henry Wylie war ein Langstreckenschwimmer und Tauchsportler und gewann 1896 einen australasiatischen Wettbewerb in dieser Sportart. Mina Wylie, die zwei Brüder hatte, begann im Alter von fünf Jahren mit dem Schwimmen. Sie besuchte als Schülerin das Caerleon College in Randwick.
Mina Wylie heiratete nicht und lebte lange Zeit bei ihren Eltern und einem ihrer Brüder in Coogee.

## Sport

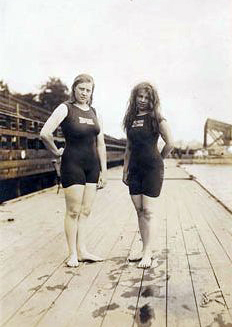
Fanny Durack (links) mit Mina Wylie in Stockholm (1912)

Bereits 1902 belegte Mina Wylie einen zweiten Platz in einem Schwimmwettbewerb. Ihr Vater baute 1907 das Wylie’s  Baths, einen Rockpool in Coogee, der heute in der australischen Denkmalschutzliste eingetragen ist. Ein Grund für diesen Bau war sicherlich, dass es in Australien lediglich begrenzte Zugangszeiten in den Männerschwimmbädern für Frauen gab. In Wylie’s Baths trainierte sie mit ihrer Freundin Fanny Durack. Im Jahr 1908 gelang Mina Wylie ein Weltrekord im Freistilschwimmen über 100-Yards.
Beide Schwimmerinnen planten eine Teilnahme an den Olympischen Sommerspielen 1912 in Stockholm. Schwimmwettbewerbe für Frauen waren 1912 erstmals als eine olympische Disziplin ausgeschrieben worden. Der Widerstand des nationalen, australischen Schwimmverbands gegen eine Teilnahme von Frauen an diesem Wettbewerb musste allerdings erst überwunden werden. Nach mehreren Erfolgen in australischen Schwimmwettbewerben in den Jahren 1910/1911 wurden sowohl Mina Wylie als auch Fanny Durack für den olympischen Schwimmwettbewerb im Jahr 1912 im Freistilschwimmen nominiert. Zu dem Wettbewerb hatten sich 27 Teilnehmerinnen angemeldet, darunter sieben aus England und vier aus Deutschland. Im Finale gewann Fanny Durack die Goldmedaille und Mina Wylie die Silbermedaille. Fanny Durack absolvierte im Finale die Schwimmstrecke von 100 Metern in einer Zeit von 1:22,2 min und Wylie in 1:25,4 min.
Eine weitere olympische Medaille konnte sie nicht erringen, da die Olympischen Sommerspiele 1916 in Berlin wegen des Ersten Weltkriegs ausfielen. Sie nahm zwar im Jahr 1918 an Schwimmwettbewerben in den Vereinigten Staaten teil. Diese hatten allerdings nicht den Rang olympischer Wettbewerbe.
Mina Wylie nahm in Australien von 1906 bis 1934 an zahlreichen Schwimmwettbewerben teil und gewann 115 Titel, sowohl im Freistil- als auch Rücken- und Brustschwimmen.
Von 1928 bis 1970 erteilte Mina Wylie Schwimmunterricht am Presbyterian Ladies College in Pymble.

## Ehrungen
1975 wurde Mina Wylie in die International Swimming Hall of Fame aufgenommen. Eine Bronzeplastik von ihr, die die Bildhauerin Eileen Slarke schuf, steht am Rockpool Wylie’s Baths in Coogee. Sie war die erste Frau, die mit dem RSSL Diploma Award der Royal Life Saving Society Australiens (RSSLA) ausgezeichnet wurde. Ferner hat die Stadtverwaltung von Randwick eine Plakette zu ihrer Ehre anbringen lassen. Die Mina Wylie Crescent, ein Gebäudekomplex in Gordon, ein Stadtteil von Canberra, ist nach ihr benannt.